# Cristina (programa de televisão)
Cristina foi programa de entrevistas apresentado por Cristina Ferreira, na TVI, que entrevista várias figuras públicas. Estreou a 14 de setembro de 2015, no horário das 19.00h, de segunda a sexta, substituindo o concurso The Money Drop, apresentado por Teresa Guilherme.
O programa viria a terminar a 1 de outubro do mesmo ano da sua estreia.

## Sinopse
A partir do dia 14 de Setembro, poderá ver na TVI entrevistas de vida únicas que foram feitas pela própria apresentadora a diversos figuras da sociedade portuguesa.

## Temporadas
| Temporada | Temporada | Episódios | Transmissão original   | Transmissão original  |
| Temporada | Temporada | Episódios | Estreia                | Final                 |
| --------- | --------- | --------- | ---------------------- | --------------------- |
|           | 1         | 11        | 14 de setembro de 2015 | 1 de outubro de 2015  |
|           | 2         | 1         | 6 de dezembro de 2020  | 6 de dezembro de 2020 |

### Episódios
| Temporada | #  | Convidado               | Transmissão original   | Espetadores |
| --------- | -- | ----------------------- | ---------------------- | ----------- |
| 1         | 1  | Rita Pereira            | 14 de setembro de 2015 | 693 500     |
| 1         | 2  | Ricardo Araújo Pereira  | 15 de setembro de 2015 | 760 000     |
| 1         | 3  | Anselmo Ralph           | 16 de setembro de 2015 | 627 700     |
| 1         | 4  | Marcelo Rebelo de Sousa | 17 de setembro de 2015 | 522 500     |
| 1         | 5  | Fernanda Serrano        | 21 de setembro de 2015 | 608 000     |
| 1         | 6  | Mariza                  | 22 de setembro de 2015 | 589 000     |
| 1         | 7  | Sofia Ribeiro           | 23 de setembro de 2015 | 589 000     |
| 1         | 8  | Ricardo Quaresma        | 24 de setembro de 2015 | 570 000     |
| 1         | 9  | Paula Neves             | 28 de setembro de 2015 | 560 500     |
| 1         | 10 | Teresa Guilherme        | 30 de setembro de 2015 | 513 000     |
| 1         | 11 | Helena Sacadura Cabral  | 1 de outubro de 2015   | 598 500     |
| 2         | 12 | Maria Cerqueira Gomes   | 6 de dezembro de 2020  | 675 300     |